# تشوه القدم
تشوه القدم (بالإنجليزية: Foot deformity)‏ هو اضطراب في القدم، ومن الممكن أن يكون مُكتسبًا أو وراثيًا، ومن الأمثلة على تشوه القدم إصبع القدم المطرقية وحنف القدم والقدم المسطحة والقدم الجوفاء وغيرها.